# Senna angustisiliqua
Senna angustisiliqua är en ärtväxtart som först beskrevs av Jean-Baptiste de Lamarck, och fick sitt nu gällande namn av Howard Samuel Irwin och Rupert Charles Barneby. Senna angustisiliqua ingår i släktet sennor, och familjen ärtväxter.

## Underarter
Arten delas in i följande underarter:
- S. a. angustisiliqua
- S. a. fulgens
- S. a. inaguensis